# Абатуриха (Вологодська область)
Абатуриха — присілок у Вожегодському районі Вологодської області Росії.
Входить до складу Вожегодского міського поселення, з точки зору адміністративно-територіального поділу — до Вожегодської сільради.
Відстань до районного центру Вожеги по автодорозі — 9,6 км. Найближчі населені пункти — Петровське, Новожиліха, Поповка, Нестеріха .
За переписом 2002 року населення — 1 людина.